# Vita Sexualis
Vita Sexualis – książka popularnonaukowa autorstwa doktora Pawła Klingera, jeden z pierwszych podręczników seksuologii wydany w Polsce w roku 1930, pozycja wznawiana w kolejnych latach w stosunkowo niewielkich nakładach. Autor – Paweł Klinger był lekarzem z wieloletnią praktyką.

## Treść
Książka wyprzedza w wybranych działach o kilkadziesiąt lat bestseller Wisłockiej sposobem ujęcia płciowości ludzkiej i spraw erotyki, choć operuje nieco archaicznym językiem. Odzwierciedla stan wiedzy epoki na temat seksualności człowieka. Zawiera też jedno z pierwszych opracowań (w formie osobnego rozdziału) na temat prostytucji w Polsce.
Autorzy szeroko zakrojonego badania przeprowadzonego w 1928 roku we Francji doszli do wniosku, że na sto tysięcy małżeństw tylko trzynaście jest naprawdę szczęśliwych – 0,013%. Paweł Klinger zaś przytoczył szczegółowe wyniki ankiety, z której wynikało, że na wspomniane sto tysięcy legalnych związków:
- Od mężów uciekło żon: 1131
- Od żon uciekło mężów: 2348
- Prawnie rozwiedzionych: 4175
- W jawnej wojnie żyje: 13 345
- W wojnie „podjazdowej": 13 278
- Nawzajem obojętnych: 55 250
- Uważanych za szczęśliwe: 3175
- Prawie szczęśliwych: 127
- Naprawdę szczęśliwych: 13
- Bliżej nieustalonych: 7158

## Rozdziały
- I – Popęd płciowy
- II – Dojrzewanie i przekwitanie
- III – Onanizm
- IV – Menstruacja, zapłodnienie, ciąża i poród
- V – Małżeństwo
- VI – Zagadnienie prostytucji
- VII – Choroby weneryczne
- VIII – Seksualne uświadamianie młodzieży
- IX – Niemoc płciowa mężczyzny
- X – "Zimna" kobieta
- XI – Bezpłodność
- XII – Zboczenia seksualne
- XIII – Życie płciowe a prawo